# Trichomanes bucinatum
Trichomanes bucinatum là một loài thực vật có mạch trong họ Hymenophyllaceae. Loài này được Mickel & Beitel miêu tả khoa học đầu tiên năm 1988.